# Lízino štěstí
Lízino štěstí je československý melodramatický film z roku 1939, režírovaný Václavem Binovcem. Jde o přímé pokračování filmu Lízin let do nebe (1938). Film byl natočen podle předlohy Lízin let do nebe od spisovatelky Růženy Utěšilové, řadící se do žánru tzv. červené knihovny. Snímek, stejně jako předchozí díl, pojednává o osudech mladé osiřelé dívky Elišky/Lízy Irovské, jež přichází do klášterního penzionátu. Hlavní role zde ztvárňují Ladislav Boháč, Rudolf Hrušínský a Zdenka Sulanová v roli Lízy Irovské.

## Tvůrci
- Námět: Růžena Utěšilová román Líza Irovská
- Scénář: Václav Wasserman
- Hudba: Josef Dobeš, Gioacchino Rossini, Franz Schubert
- Zvuk: František Šindelář
- Střih: Antonín Zelenka
- Kamera: Jaroslav Tuzar
- Režie: Václav Binovec
- Výroba: Europa
- Další údaje: černobílý, 101 min., drama